# Microhoria patagiata
Microhoria patagiata is een keversoort uit de familie snoerhalskevers (Anthicidae). De wetenschappelijke naam van de soort is voor het eerst geldig gepubliceerd in 1861 door von Kiesenwetter.